# Calanca
Calanca es una comuna suiza del cantón de los Grisones, situada en la región de Moesa. Surgió el 1 de enero de 2015 a partir de la fusión de las antiguas comunas de Arvigo, Braggio, Cauco y Selma.